# Зяхино
Зяхино — деревня в Починковском районе Смоленской области России. Входит в состав Переснянского сельского поселения. Население — 11 жителей (2007 год). 
Расположена в центральной части области в 5 км к северу от Починка, в 7 км восточнее автодороги А141 Орёл — Витебск. В 2,5 км юго-западнее деревни расположена железнодорожная станция Грудинино на линии Смоленск — Рославль. 

## История
В годы Великой Отечественной войны деревня была оккупирована гитлеровскими войсками в июле 1941 года, освобождена в сентябре 1943 года.